# 愛する人
『愛する人』（原題: Mother and Child）は、2009年に初公開されたロドリゴ・ガルシア監督・脚本によるドラマ映画である。

## キャスト
- エリザベス・ジョイス - ナオミ・ワッツ： 上昇志向の強い優秀な弁護士。産まれてすぐに養子に出され、この体験から愛情に関する不信感が強い。37歳。
- ポール - サミュエル・L・ジャクソン： エリザベスの上司。妻を5年前に亡くしている。エリザベスと深い仲に。
- ストーン医師 - エイミー・ブレネマン： エリザベスの勤める法律事務所の嘱託医。
- スティーヴン - マーク・ブルカス： エリザベスの隣人。エリザベスのきまぐれで不倫関係に。
- トレイシー - カーラ・ギャロ： スティーヴンの妻。妊娠中。
- マリア - タチアナ・アリ： ポールの娘。29歳。
- ジュリアン - アーメド・ベスト： ポールの息子。30歳。
- アマンダ - エリザベス・ペーニャ： エリザベスの再就職先の上司。
- ヴァイオレット - ブリット・ロバートソン： エリザベスが出産のために越した先に暮らす盲目の少女。
- カレン - アネット・ベニング： 診療所で働く療法士。老母と2人暮らし。14歳の時にエリザベスを産んだ。
- パコ - ジミー・スミッツ： カレンの職場の新人。妻とは離婚。カレンに惹かれる。後にカレンの夫に。
- トム・ウェラー：デヴィッド・モース： 銀行員。カレンのかつての恋人。エリザベスの実父。
- ソフィア - エルピディア・カリーロ： カレンが雇っている家政婦。
- クリスティ - シモーヌ・ロペス： ソフィアの娘。
- ノラ - アイリーン・ライアン： カレンの老母。
- メリッサ - グロリア・ガラユア： パコの娘。双子の母。28歳。
- ルーシー - ケリー・ワシントン： ケーキ屋で働く結婚4年の主婦。子供を産めない身体のため養子を望んでいる。
- エイダ - S・エパサ・マーカーソン： ルーシーの母。
- ジョゼフ - デヴィッド・ラムゼイ： ルーシーの夫。本心では実の子を欲しがっている。
- ウィンストン - マイケル・ウォーレン： ジョゼフの父。
- キャロル - ラターニャ・リチャードソン： ジョゼフの母。
- レイ - シャリーカ・エップス： 妊娠中の大学生。未婚。産まれた子を養子に出す予定。20歳。
- レティシア - リサ・ゲイ・ハミルトン： レイの母。20歳のときに未婚で妊娠し、レイを産んだ。
- シスター・ジョアンヌ - チェリー・ジョーンズ： 養子縁組の仲介をしている。

## ストーリー
福祉施設に勤務する未婚のカレンは51歳、有能だが気難しい介護士である。14歳で娘を出産し、養子に出した経験を持つ。妻と離婚した新人介護士のパコがカレンに思いを寄せる。カレンは病身の母を自宅で介護しているが、家政婦ソフィアの無遠慮な態度が気に入らない。
有能な弁護士のエリザベスは37歳、生まれた日に養子に出され、成長期に養親とも別れたため自立心が旺盛で、独身をとおし、性生活も奔放である。所属する法律事務所を次々に移り、裁判所判事へのキャリアアップを目指しているが、妊娠する。
ケーキ屋を営むルーシーは結婚して4年、子どもができないので養子を望んでいる。シスター・ジョアンヌの仲介で、妊娠した子を養子に出そうとしている未婚の学生レイとの面接に臨むが、夫のジョセフは、あまり乗り気ではない。

## 受賞・ノミネート
| 賞                               | 部門       | 候補                      | 結果       |
| -------------------------------- | ---------- | ------------------------- | ---------- |
| インディペンデント・スピリット賞 | 助演男優賞 | サミュエル・L・ジャクソン | ノミネート |
| インディペンデント・スピリット賞 | 助演女優賞 | ナオミ・ワッツ            | ノミネート |